# タム (ドイツ)
タム (ドイツ語: Tamm) は、ドイツ連邦共和国バーデン＝ヴュルテンベルク州シュトゥットガルト行政管区のルートヴィヒスブルク郡に属す町村（以下、本項では便宜上「町」と記述する）である。人口12,700人のこの町は、郡内で最も人口の多い町村（市以外）である。この町は、シュトゥットガルト地域（1992年まではミットレラー・ネッカー地域）およびシュトゥットガルト大都市圏に含まれる。

## 地理

### 位置
タムは、州都シュトゥットガルトの北 15 km の、ホーエンアスペルク北麓、高度 240 m から 310 m に位置している。隣接する市町村は、北はビーティヒハイム＝ビシンゲン、東はフライベルク・アム・ネッカー、南はアスペルクとマルクグレーニンゲンおよびルートヴィヒスブルクである。経済的に重要なルートヴィヒスブルク工業地区タンマーフェルトは、地理上も、インフラストラクチャーの上でも、この郡庁所在都市に直接的に結びついている。町の面積は 8.78 km2 である。

### 自治体の構成
自治体タムには、タム集落の他、小集落のフィスラーホーフとホーエンシュタンゲおよび、離れた集落ブラーヒェ（ブラハハイム）が属する。
町内には、個別の名前で識別される住宅地がいくつかある。たとえば、レンダーライン、エーゲルゼー、ブレヒターなどである。ケルネッカー・ジュート I という名の新しい住宅地が建設中である。

### 土地利用
| 土地用途別面積     | 面積 (km2) | 占有率 |
| ------------------ | ---------- | ------ |
| 住宅地および空き地 | 1.12       | 12.8 % |
| 産業用地           | 0.54       | 6.1 %  |
| レジャー用地       | 0.13       | 1.5 %  |
| 交通用地           | 1.11       | 12.7 % |
| 農業用地           | 5.23       | 59.6 % |
| 森林               | 0.29       | 3.3 %  |
| 水域               | 0.02       | 0.3 %  |
| その他の用地       | 0.34       | 3.9 %  |
| 合計               | 8.78       |        |

州統計局の2018年現在のデータによる。

## 歴史

### 近世以前
タムは、1287年、1291年、1293年に文献に記録されているが、これは貴族のアンゼルム家の某とエーバーハルト・フォン・ダメによるものである。エーバーハルト伯は1298年にこの地のフォークト権をベーベンハウゼン修道院に売却した。1300年からこの村は帝国都市グリューニンゲン（現在のマルクグレーニンゲン）に属したが、村の貴族タマー家も時々居住した。タムは1322年にグリューニンゲンとともに帝国突撃旗旗手コンラート2世フォン・シュリュッセルベルクのものとなったが、1336年にウルリヒ3世 (ヴュルテンベルク伯)がこれを引き継いだ。1351年にタムは寄付によって完全にヴュルテンベルク伯領となった。ヴュルテンベルクでタムは、1807年に廃止されるまでアムト・グリューリンゲンに属していた。
ネルトリンゲンの戦い（1634年）でプロテスタント軍が敗北した後、これに続くホーエンアスペルク要塞包囲戦の過程でタムは、皇帝軍に破壊され、長らく無人の状態となった。

### 19世紀以降のオーバーアムトおよび郡への帰属
1806年に成立したヴュルテンベルク王国の新たな行政体制への移行に伴い、タムは1807年にオーバーアムト・ルートヴィヒスブルクに属すこととなった。これは1934年にクライス・ルートヴィヒスブルクと改名された。ナチ時代のヴュルテンベルクの行政改革により、1938年に新設されたラントクライス・ルートヴィヒスブルク（ルートヴィヒスブルク郡）に編入された。

### 19世紀以降
劣悪な経済状況のため、19世紀に少なくとも200人が移住していった。1847年に王立ヴュルテンベルク邦有鉄道によりヴュルテンベルク北鉄道の駅が開業したことで、次第に豊かになるにつれて移住は止んでいった。1906年に電力網がタムにつながり、1907年には近代的な水道が設けられた。
第二次世界大戦の間、1941年10月12日から13日にかけての夜間に初めて連合軍の爆撃を受け、これにより多くの家屋と農地が破壊された。1943年から1944年の間に炸裂弾や焼夷弾が主に自由地に繰り返し落とされ、軽度な被害を引き起こした。1945年4月、フランス兵が12日間にわたって何度も砲撃を行い、これにより住民が命を落とし、数多くの建物が被害を受けた。同月21日から22日にかけての夜間にフランス人戦争捕虜が町役場を数日間占拠した。フランス軍は7月にタムをアメリカ占領軍に引き渡した。これによりこの町はアメリカ管理地区の一部となり、新設されたヴュルテンベルク＝バーデン州に属すこととなった。この州は1952年に現在のバーデン＝ヴュルテンベルク州となった。
数百人もの故郷を逐われた人々を受け容れたことで、1961年のタムの人口は3,905人となった。これに伴い、1950年代から北部や東部で多くの住宅地が造成され、1970年代にホーエンシュタンゲ地区が開発された。

## 住民

### 人口推移
| 年     | 人口（人） |
| ------ | ---------- |
| 1741年 | 543        |
| 1800年 | 843        |
| 1939年 | 1,762      |
| 1950年 | 2,803      |
| 1961年 | 3,935      |
| 1970年 | 4,917      |
| 1980年 | 8,005      |

| 年     | 人口（人） |
| ------ | ---------- |
| 1990年 | 11,500     |
| 1995年 | 11.715     |
| 2000年 | 11,455     |
| 2005年 | 12,112     |
| 2010年 | 12,286     |
| 2015年 | 12,798     |

### 宗教
タムは元々マルクグレーニンゲンの教会管轄下にあったが、1331年に独自の教区が設けられた。この教区は宗教改革までシュパイアー司教区三位一体助祭長区グリューニンゲン参事会に属した。1534年からのヴュルテンベルクの宗教改革の影響で、タムも福音主義化した。現在もこの町はプロテスタントが大勢を占める。第二次世界大戦後の故郷を逐われた人々の流入によって再びローマ＝カトリック信者数が増加し、1974年に独自の教区が設けられた。この他に新使徒教会の2つの組織があるが、このうち1つはイタリア語で礼拝を行っている。さらにエホバの証人も存在している。

## 行政

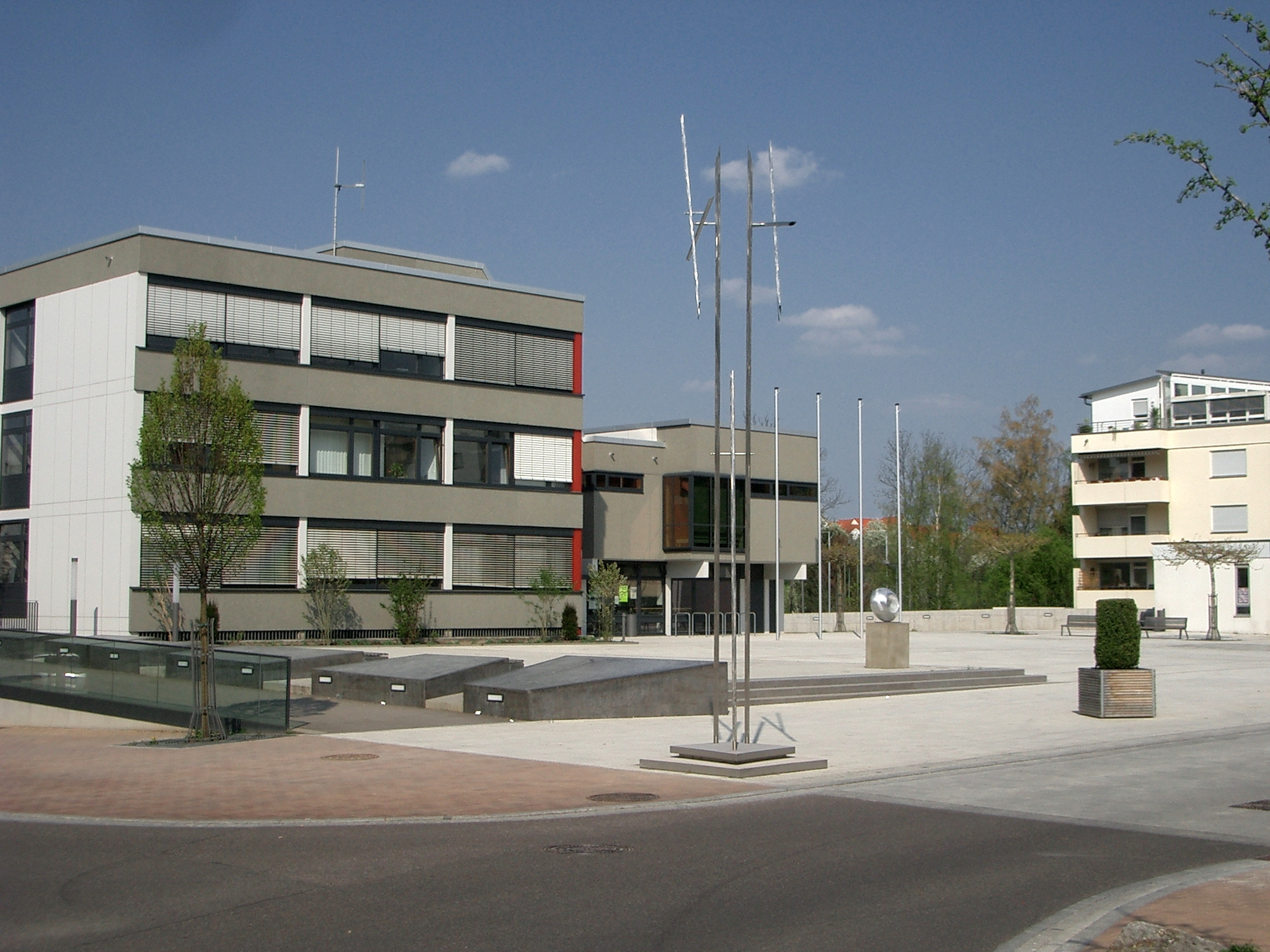
タムの町役場

### 首長
第二次世界大戦後の首長を列記する:
- 1945年 - 1946年: ヴィルヘルム・シューラー（村の代表者として）
- 1946年 - 1948年: ハンス・ツィンマーマン
- 1948年 - 1966年: グスタフ・ジーバー
- 1966年 - 1994年: ディーター・レーマン
- 1994年 - 2006年: ゲルト・マイシュ
- 2006年 - 2014年: ローラント・ツェラー
- 2014年 - : マルティン・ベルンハルト[7]

### 議会
タムの町議会議員は18議席である。町議会は、選出された名誉職の議員と、議長を務める町長で構成される。町長は、町議会において投票権を有している。

### 紋章と旗
町の紋章は、赤地に金の斜め帯。上部に金の犂、下部に4本スポークの金の歯車。この紋章は1924年に制作された。斜め帯は「ダム」で、この町の名前を象徴している。黄 - 赤の町の旗は、1980年4月8日にルートヴィヒスブルク郡長によって認可された。

### 姉妹自治体
- アルトホーフェン（ドイツ語版、英語版）（オーストリア、ケルンテン州）1984年[10]

## 経済と社会資本
タムでは中世後期からワイン造りが営まれていた。

### 交通

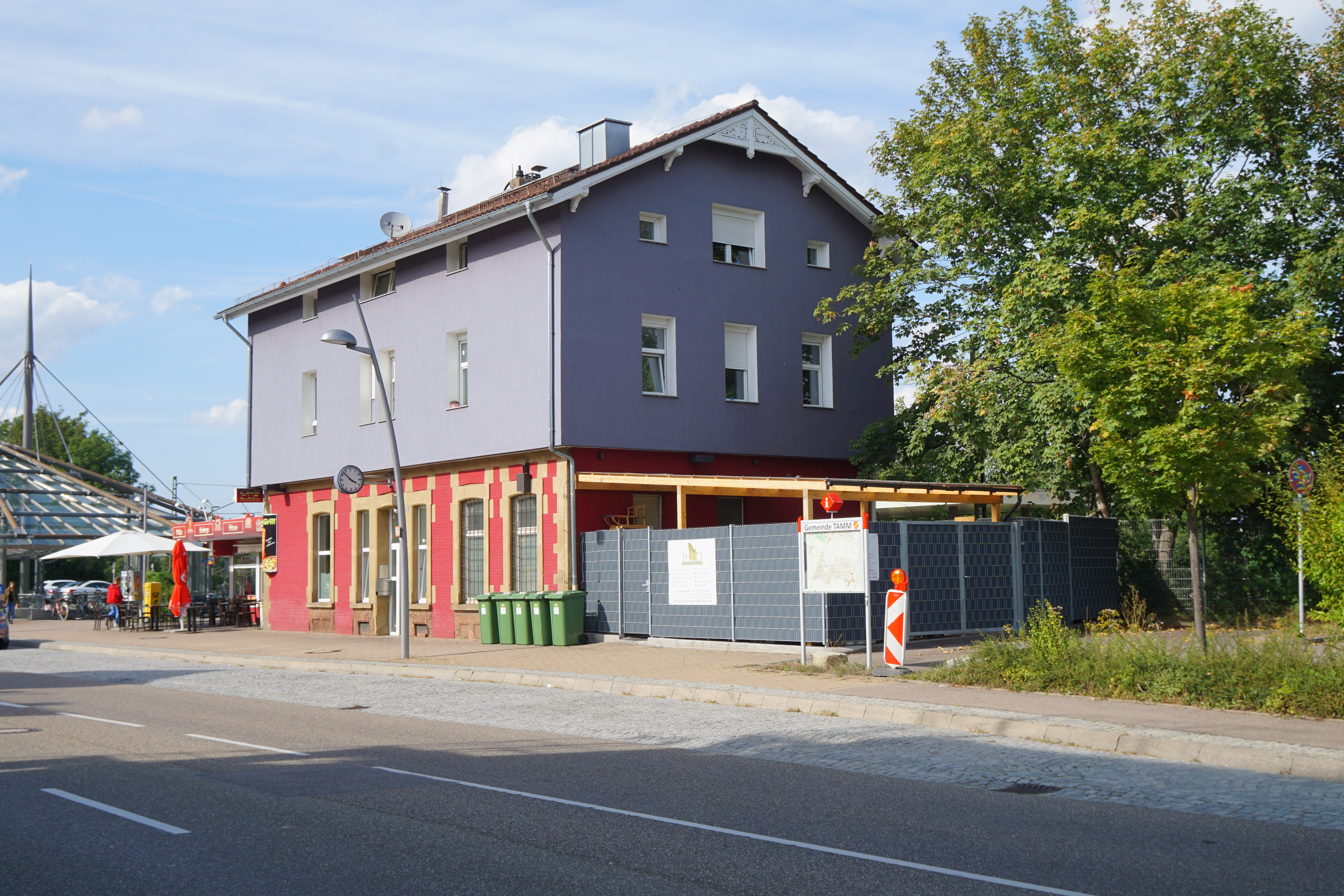
タム (ヴュルテンベルク) 駅

連邦アウトバーン A81号線は、ルートヴィヒスブルク北インターチェンジ経由でこの町に通じている。州道 L1133号線経由で連邦道 B27号線ルートヴィヒスブルク - ハイルブロン線に接続する。州道 L1110号線は、タムと、隣街のビシンゲンやアスペルクとを結んでいる。郡道 K1671号線経由でマルクグレーニンゲンやビーティヒハイム＝ビシンゲンに行くことができる。
フランケン鉄道（シュトゥットガルト - ヴュルツブルク）がタムを通っている。駅には、フランケン鉄道を走行するシュトゥットガルトSバーンのS5号線（ビーティヒハイム - シュトゥットガルト）が30分ごと（通勤時には15分ごと）に発着する。近郊交通は、VVS運賃が適用される。

### 地元企業

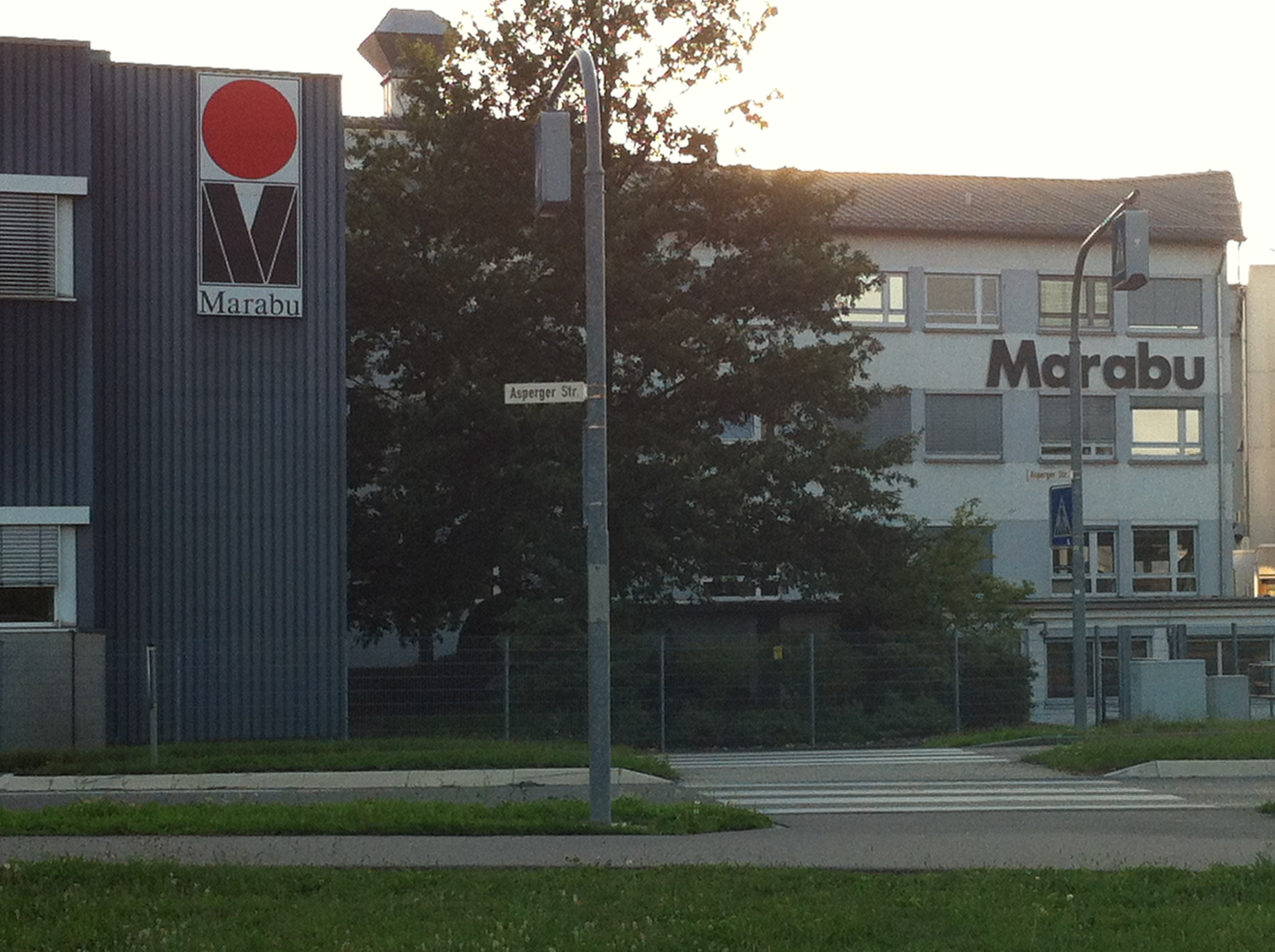
マラブ本社工場

タムでは、1918年からマラブ社が筆記具や絵の具を製造している。この会社は、シルクスクリーン用やパッド印刷用インクの世界的リーディングカンパニーである。ライエルン工業地区にはヨーロッパ最大の製パン工場がある。ここでは毎日20万斤のトースト用パン、8万袋の全粒粉パン、5万袋のブレーチェン（小さなハード系白パン）が製造されている。甘味菓子、スナック食品、栄養食品の国際的なサプライヤーである PICOフードもタムに本社を置いている。ルートヴィヒスブルク郡貯蓄銀行は、タムに支店を置いている。この支店はビーティヒハイム地域管区に属している。

### 教育
タムには、早くも16世紀から学校があった。1648年からは女子もこの学校に入学できた。現在は、ヴェルクレアルシューレ課程を有する基礎課程・本課程学校のグスタフ＝ジーバー＝シューレの他に、実科学校とホーエンシュタンゲ基礎課程学校もある。

### ライフライン
この町の電力網は、ネッツェ BW によって運営されている。ガス網はルートヴィヒスブルク＝コルンヴェストハイム都市施設 GmbH によって運営されている。上水道はボーデン湖水供給会社から引いている。塵芥処理は、ルートヴィヒスブルク郡の 100 % 子会社であるルートヴィヒスブルク郡塵芥処理会社 (AVL) が行っている。AVLは、ルートヴィヒスブルク郡の委託を受けてゴミの削減、再利用、廃棄といった処理を行っている。

## 文化と見所
文化活動の中心は、1611年に建設されたかつてのケルター（ブドウ搾り所）である。この建物は1985年に公民館に改築された。客席は約200席である。2007年に新しいタムの町民ホールが完成し、新たな文化センターとして利用されている。

### 建築

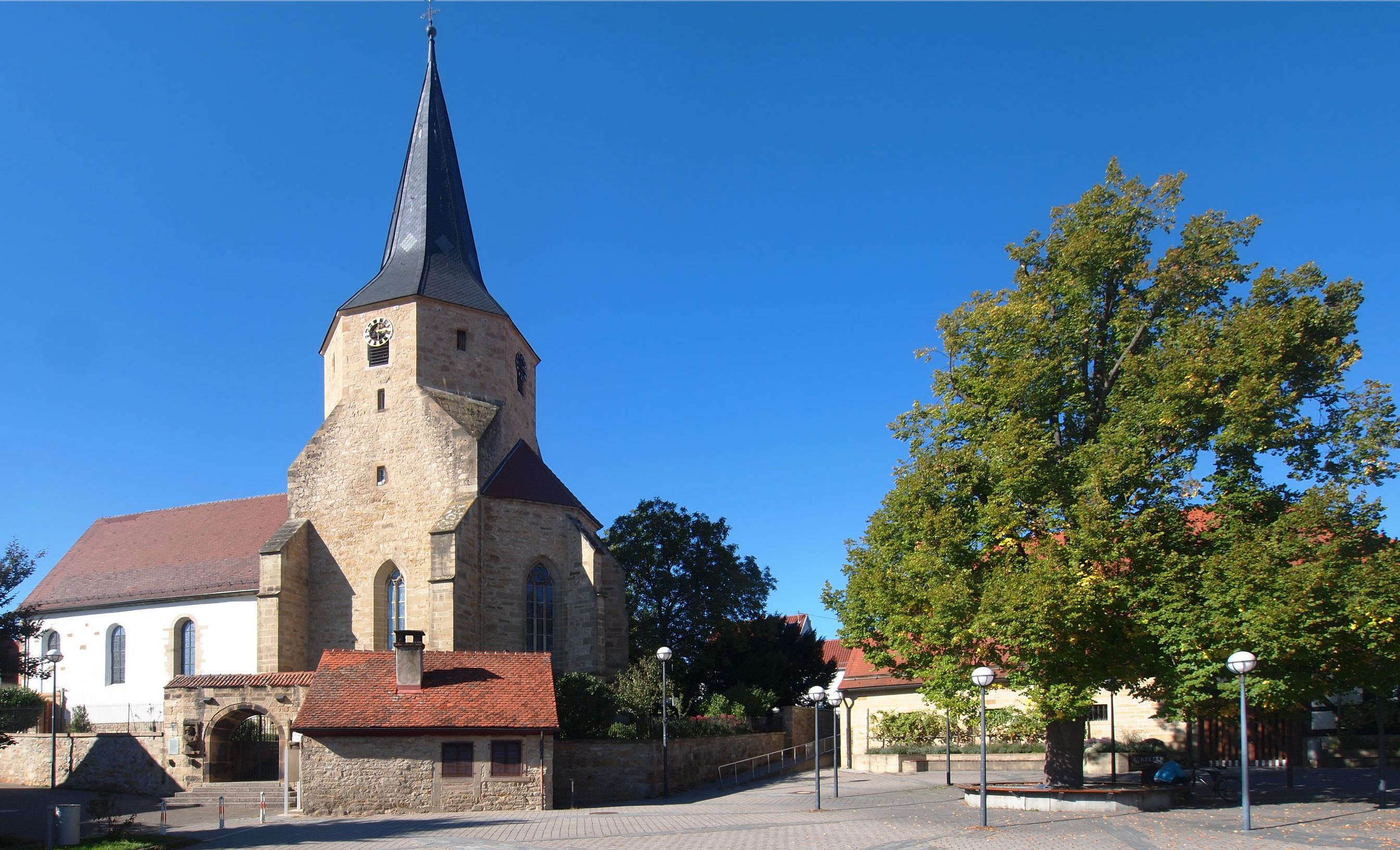
バルトロメウス教会とパン焼き小屋（教会の前の小さな建物）、ケルター（右の木の後の建物）

#### 歴史的建造物
旧市街の中心部にあるケルターに接して歴史的建造物群がある。これには、旧町役場、1450年頃に建設された後期ゴシック様式のバルトロメウス教会、パン焼き小屋、歴史的な旅館「オクゼン」などが含まれる。

#### 新しい建造物
この町の新しい象徴的建造物がガラス屋根で覆われたプラットホームと保護文化財に指定された駅舎を持つS-バーンの駅や町民ホールである。ホーエンシュタンゲ地区には2つの水道塔がある。小さい水道塔は高さ 22 m で1963年の建造、大きい方は高さ 61 m で1974年に完成した。大きい水道塔は、ホーエンシュタンゲの多層階住宅に水を供給する必要から建設された。塔内の水はボーデン湖から引かれている。塔の屋根では、様々な移動通信用設備が稼働している。

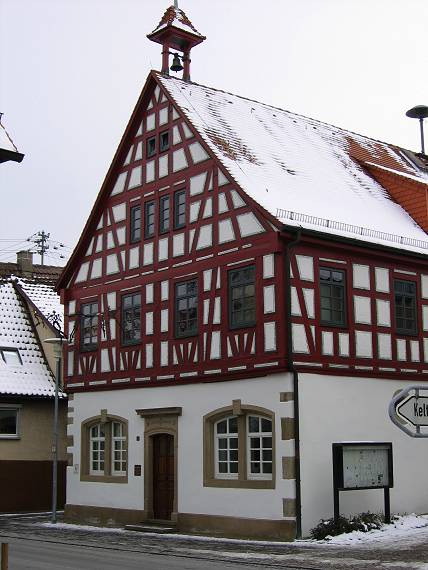
タムの旧町役場
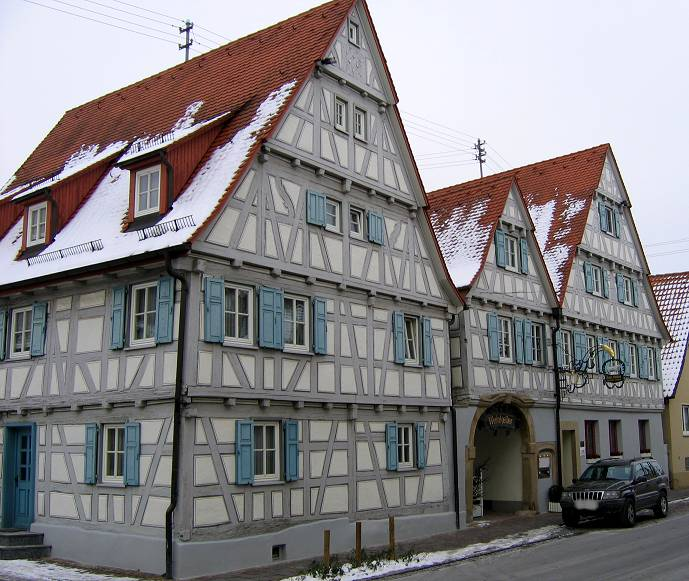
旅館「オクゼン」
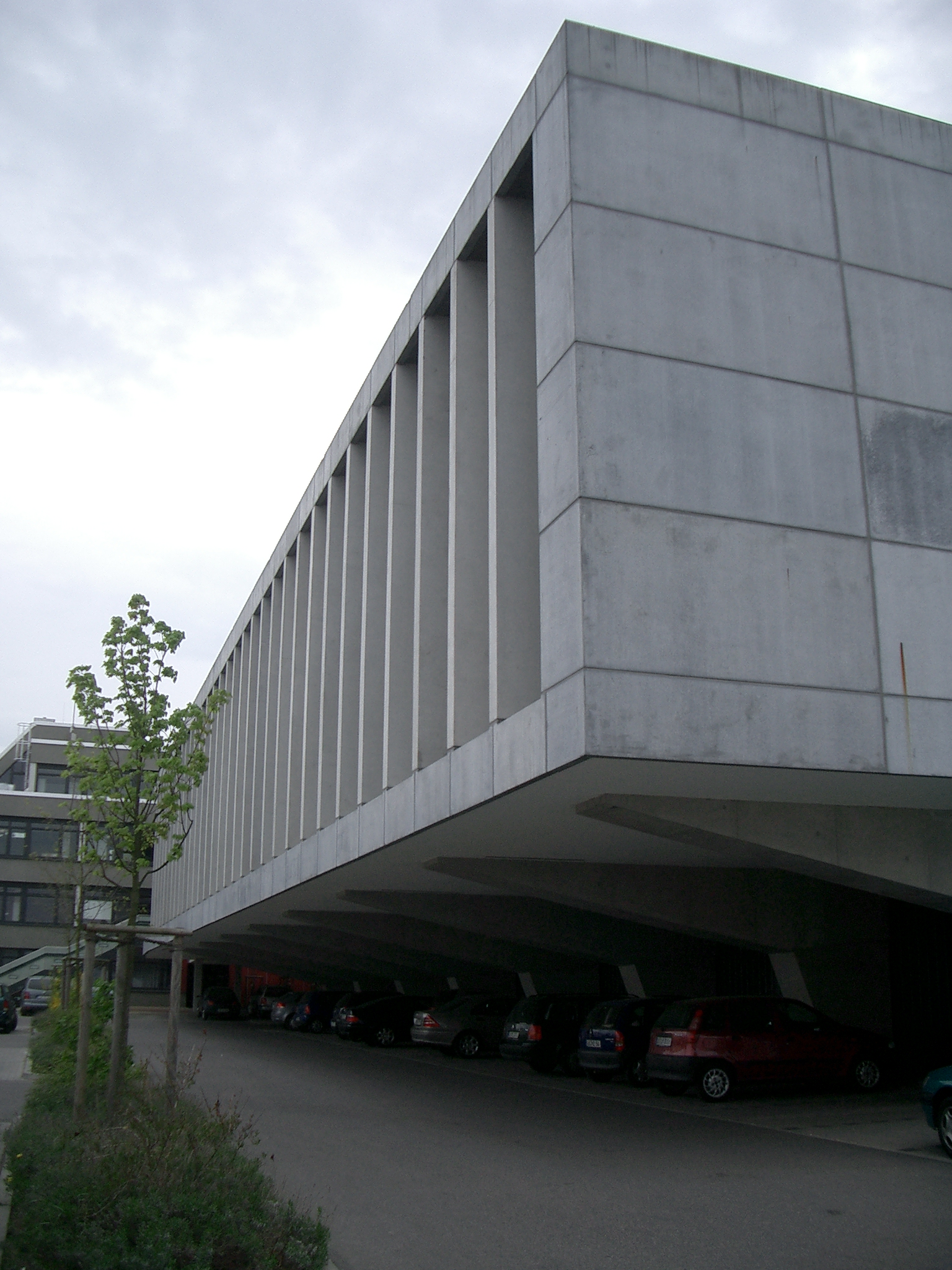
タム町民ホール
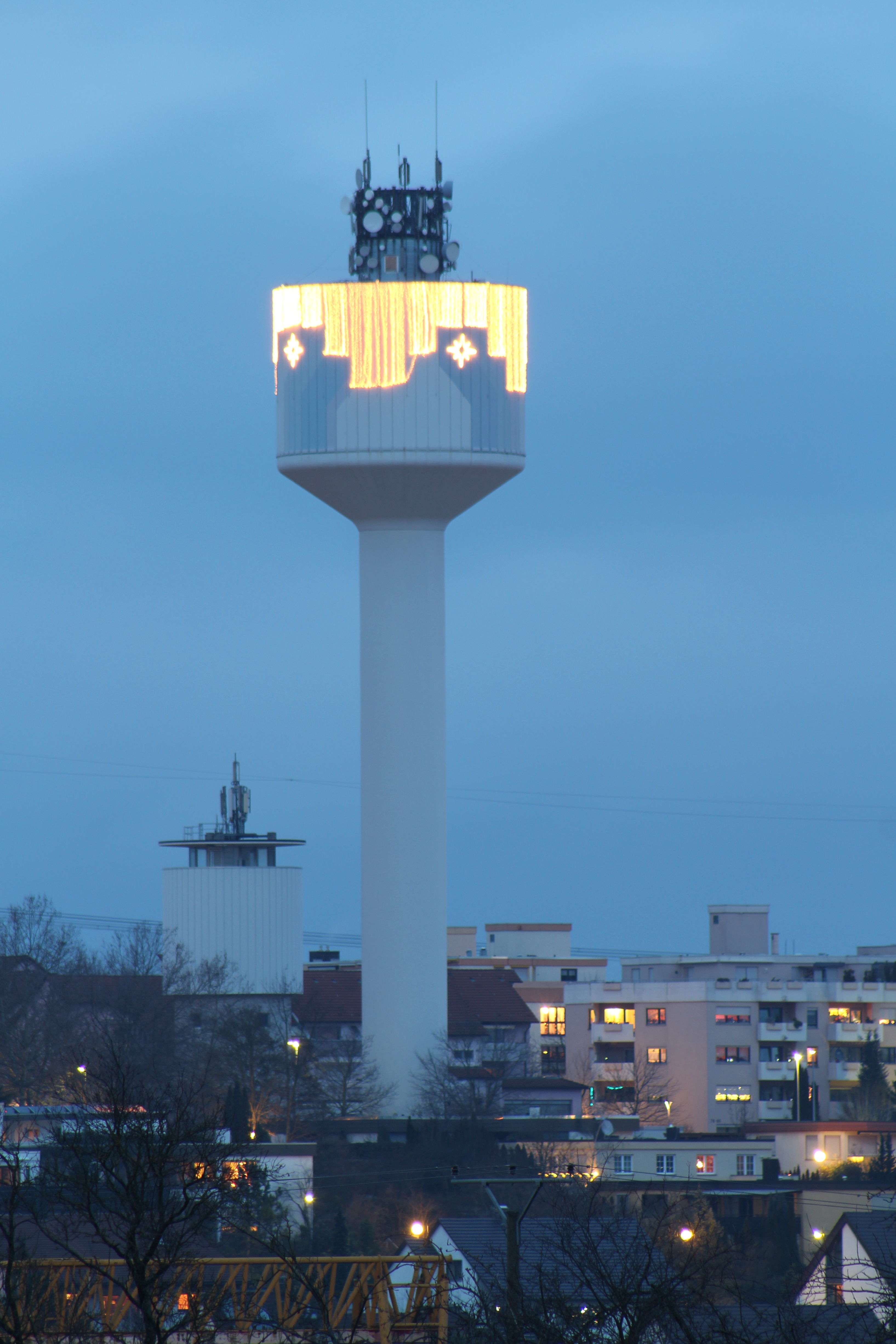
タム水道塔

### 自然保養地区
庭園や農園のある自然の都市庭園風地区エーゲルゼー（エーゲル湖）は、野ウサギ、ハリネズミやドイツでは特別な保護対象となっているスベイモリの棲息地である。
町の西端に、構造的な散策路網をもつローテンアッカーヴァルトがある。
タム、ビーティヒハイム＝ビシンゲン、フライベルク・アム・ネッカー、インゲルスハイム、ルートヴィヒスブルク、レムスエック・アム・ネッカー、コルンヴェストハイムと共同で1995年に策定された「グリューネ・ナハバールシャフト」（直訳: 緑の隣町）に伴い、タムでは多くのプロジェクトが進行している。1997年に展望台の丘やグリル場を持つ広さ約 7500 m2 のレジャー広場が建設された。その東に接する場所は、様々な樹木や灌木からなる「ナハバールシャフツヴェルトヒェン」（直訳: 近隣の小さな森）として植林がなされている。2005年には広さ約 15 ha の果樹園が設けられた。そのためにこの地域で典型的な果樹や、珍しい果樹も植えられた。毎年春に一般向けの収穫ツアーが開かれる。

### スポーツとレジャー
この町では、約30のスポーツクラブを通して多彩な余暇の過ごし方が提案されている。スポーツ施設、テニスコート、エーゲルゼー体育館が年中利用することができる。この他に、2つの学校体育館や1箇所の学習プールもある。
最も大きなクラブが VfB タムと TV タムである。VfBタムのバスケットボール部門は、TSV ビーティヒハイムと共同でバスケットボールチームを形成しており、2019年現在オーバーリーガでプレイしている。
TV タムの最も成功した競技部門は空手である。このクラブは、様々な年齢クラス、種目でドイツチャンピオンや南ドイツチャンピオンを輩出している。JKA 空手道場 TV 武士道タムは、DJKBドイツJKA-空手連盟 (DJKB)の若くて力のあるドイツ代表格闘家を育成している; 2012年にプラハでラファエル・シュタウバッハが DJKBのドイツ代表チームの一員として組み手団体でヨーロッパ準チャンピオンとなった。彼はすべての戦いに勝利し、ドイツ最高選手となった。2007年、2010年、2015年に空手部門の主催者は、ドイツあるいはヨーロッパ最大の合宿稽古を行った。
シュヴァーベン・アルプス協会のタム地域グループは、2000年にアイヒェンドルフ＝メダルを受賞した。

### 年中行事
毎年、おおむね7月第1週末に、タムの「フレッカフェシュト」が開催される。この祭ではタムの多くのクラブが屋台を出店する。ケルター広場に音楽ステージが設営され、多くの音楽クラブやバンドが演奏を行う。

## 関連図書
- Paul Sauer (1980). Tamm – Geschichte einer Gemeinde. Tamm

この文献は、翻訳元であるドイツ語版の参考文献として挙げられていたものであり、日本語版作成に際し直接参照してはおりません。

## 訳注
1. ↑  "ヴェルクレアルシューレ (ドイツ語: Werkrealschule) は、ドイツ内でもバーデン＝ヴュルテンベルク州特有の学校形態で、本課程学校の第9または第10学年修了の生徒から選抜で第10学年以降の中等教育クラスに進学できる制度およびその課程